# Lisanne Bakker
Lisanne Bakker (Alkmaar, 17 september 2000) is een Nederlandse handbalster die uitkomt voor VZV en ook actief is in het beachhandbal.

## Biografie

### Handbal
Bakker is woonachtig te Schagerbrug. Sinds 2018 studeerde ze aan de Johan Cruyff Academie. Tot 2012 kwam ze uit voor HVS en sindsdien voor eersteklasser VZV. Aanvankelijk begon Bakker bij de junioren, maar ze groeide uit tot speelster van de hoofdmacht. In het seizoen 2018/19 wist ze met VZV de derde plaats te behalen. In het seizoen 2019/20 stonden Bakker en VZV eveneens op een derde plaats toen het seizoen werd beëindigd door de coronapandemie. In 2022 ging Bakker met VZV Europa in.

### Beachhandbal

#### Junioren

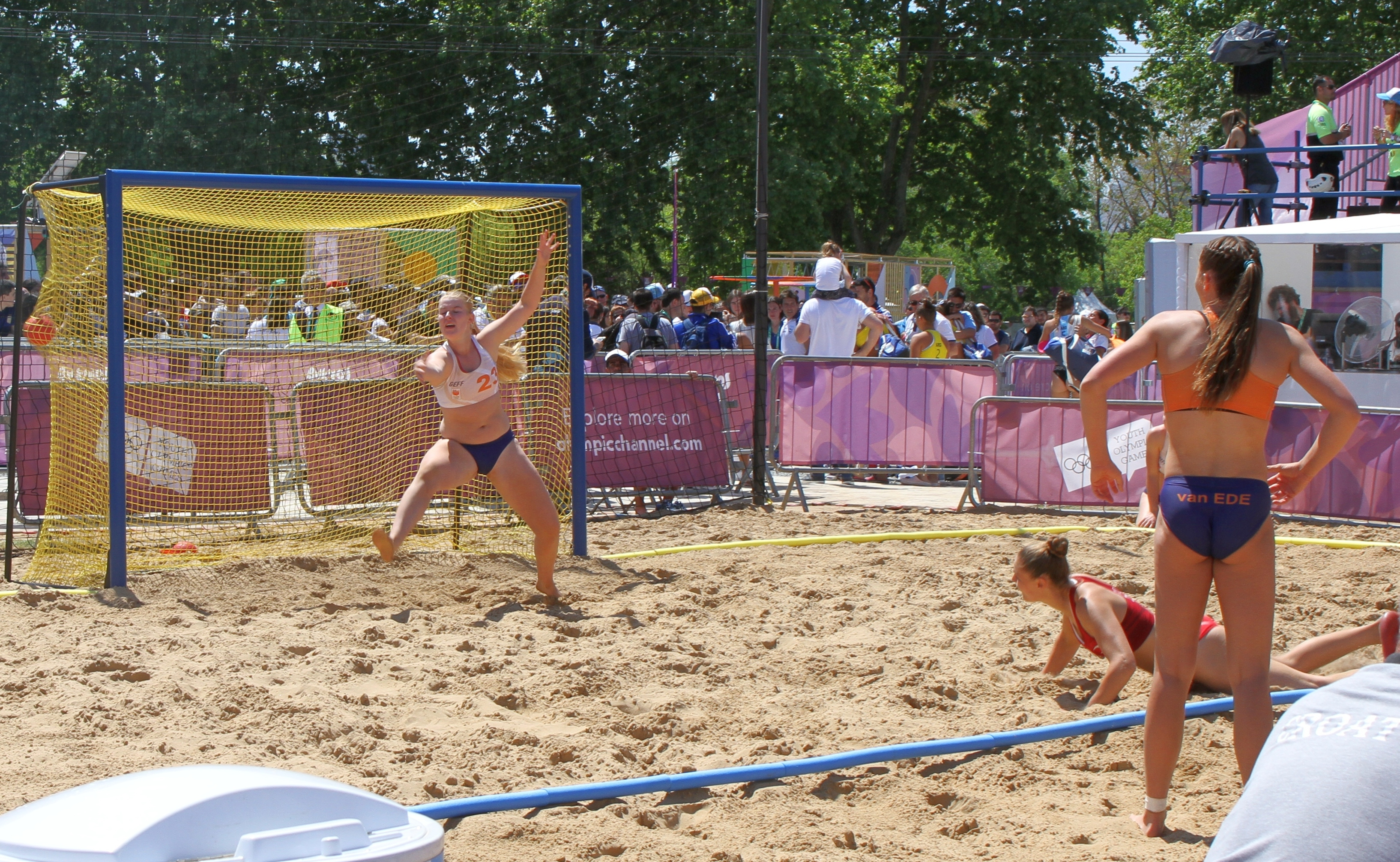
Bakker in de halve finale van de Olympische Jeugdzomerspelen

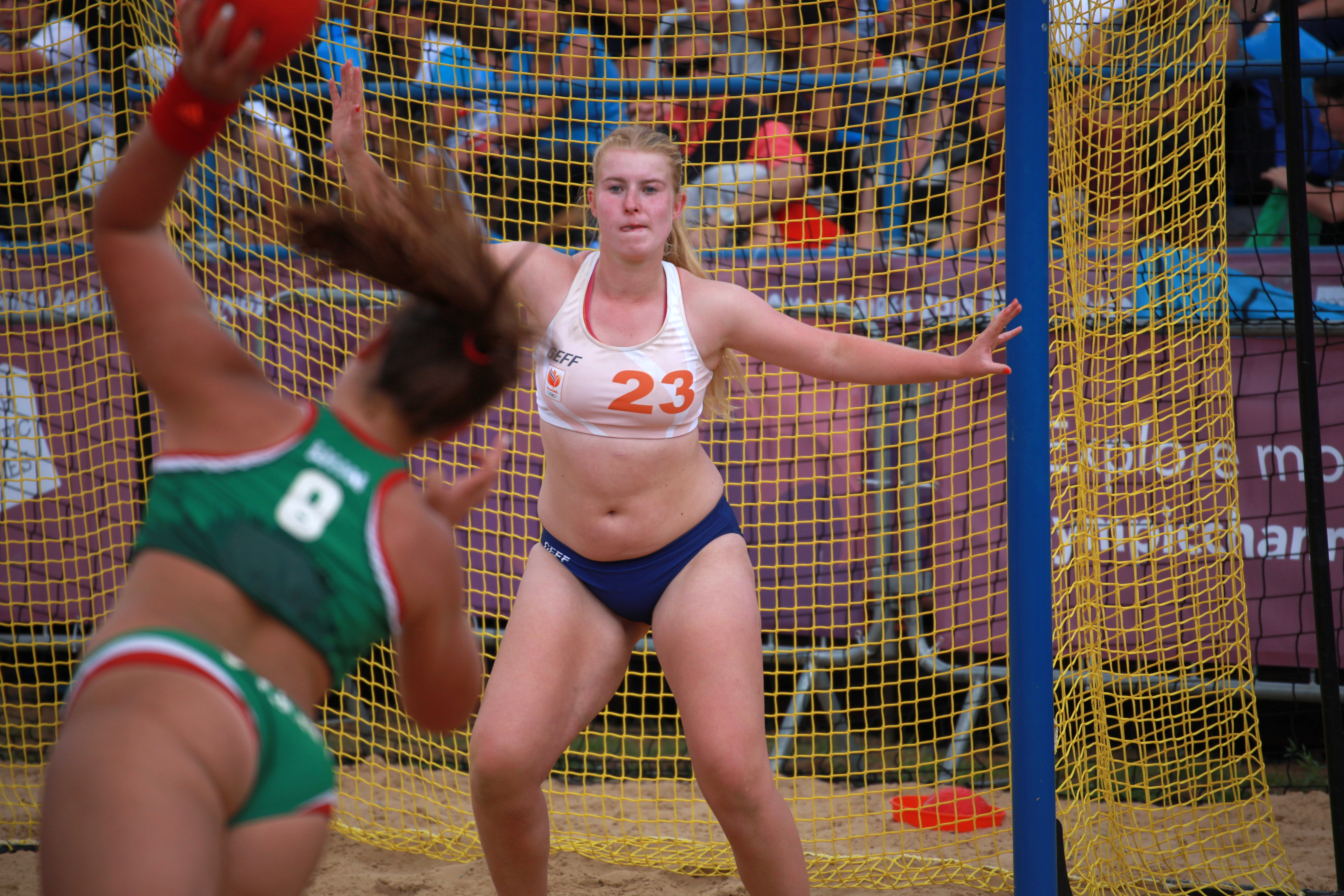
Bakker in de finale om de bronzen medaille van de Olympische Jeugdzomerspelen

In 2016 nam Bakker met Nederland -16 deel aan het Junioren EK in Nazaré, Portugal. Bij de eerste wedstrijd tegen Rusland werd Bakker niet ingezet, maar de twee daaropvolgende wedstrijden tegen Spanje en Bulgarije was ze wel van de partij. In de wedstrijd tegen de Bulgaren was Bakker doorslaggevend door twee punten te maken. Als eerste geplaatste plaatste Nederland zich voor de kwartfinales, waarin Italië in twee sets werd verslagen. In de halve finale werd Noorwegen na een shoot-out verslagen, waarbij Bakker vier punten maakte en daarmee een belangrijk aandeel had in de overwinning. In de finale stonden Bakker en haar ploeggenoten opnieuw tegenover Spanje. Door de Spaanse vrouwen opnieuw te verslaan werd Bakker jeugdkampioen. Daarnaast maakte ze twee punten waarmee ze bijdroeg aan de overwinning.
Bakker was in 2017 ook onderdeel van de handbalploeg actief op het EK -17 aan het Jarunmeer, nabij Zagreb in Kroatië. In de eerste ronde werden Oekraïne, Roemenië, Polen en Duitsland aan de zegekar gebonden. Tegen Hongarije won Nederland opnieuw, zij het door middel van een shootout. In de wedstrijd tegen de Poolse vrouwen scoorde Bakker acht doelpunten, een ongewoon aantal voor een keepster. Ze was daarmee topscoorster achter landgenoten Anna Buter en Lynn Kleser met beide tien doelpunten. Ongeslagen trad Nederland in de kwartfinale aan tegen Litouwen, dat eveneens werd verslagen. In de halve finales werd afgerekend met Duitsland door middel van een shout-out. Na een zwaarbevochten overwinning op Portugal in de finale waren Bakker en haar teamgenoten opnieuw Europees kampioen.
Een maand later nam Bakker eveneens deel aan het WK -17 in Flic-en-Flac, Mauritius. Na een overwinning op Taiwan, plaatsen Bakker en haar leeftijdsgenoten zich al voor de volgende ronde door het terugtrekken van Togo en Brazilië uit het toernooi. In de volgende ronde werden Argentinië, Kroatië en Hongarije verslagen. In de kwartfinale werd afgerekend met Thailand, waarna een nieuwe ontmoeting met Argentinië wederom werd omgezet in een overwinning. In de finale stond Nederland opnieuw tegenover Hongarije, die in een shoot-out werd verloren. Hierdoor grepen Bakker en haar leeftijdsgenoten naast de wereldtitel.
Op het EK -18 werden Bakker en haar vaste compagnon onder de Nederlandse lat, Lieke van der Linden, vervangen door Zoë Bron en Iris Hoekenga. Op de Olympische Jeugdzomerspelen 2018 in Buenos Aires, Argentinië vormde Bakker opnieuw samen met Van der Linden het vaste duo onder de lat. In de eerste overwinning op Paraguay scoorde Bakker het openingsdoelpunt en maakte ze uiteindelijk vier doelpunten. In de wedstrijden tegen Hong Kong, Turkije en Venezuela had Bakker opnieuw een belangrijk aandeel in de overwinning. In de eerste overwinning in de hoofdronde tegen Taiwan kwam Bakker acht keer tot scoren. In de derde wedstrijd tegen Hongarije, verloor Nederland opnieuw na een shoot-out. Ondanks de nederlaag plaatsten Bakker en haar leeftijdsgenoten zich als groepswinnaar voor de volgende ronde, waarin in twee sets werd verloren van Kroatië. In de finale om de bronzen medaille verloor Nederland opnieuw van Hongarije. Bakker had persoonlijk wel succes door 24 punten te scoren, meer dan veldspeelsters Zoë van Giersbergen en Marit Crajé. 

#### Senioren

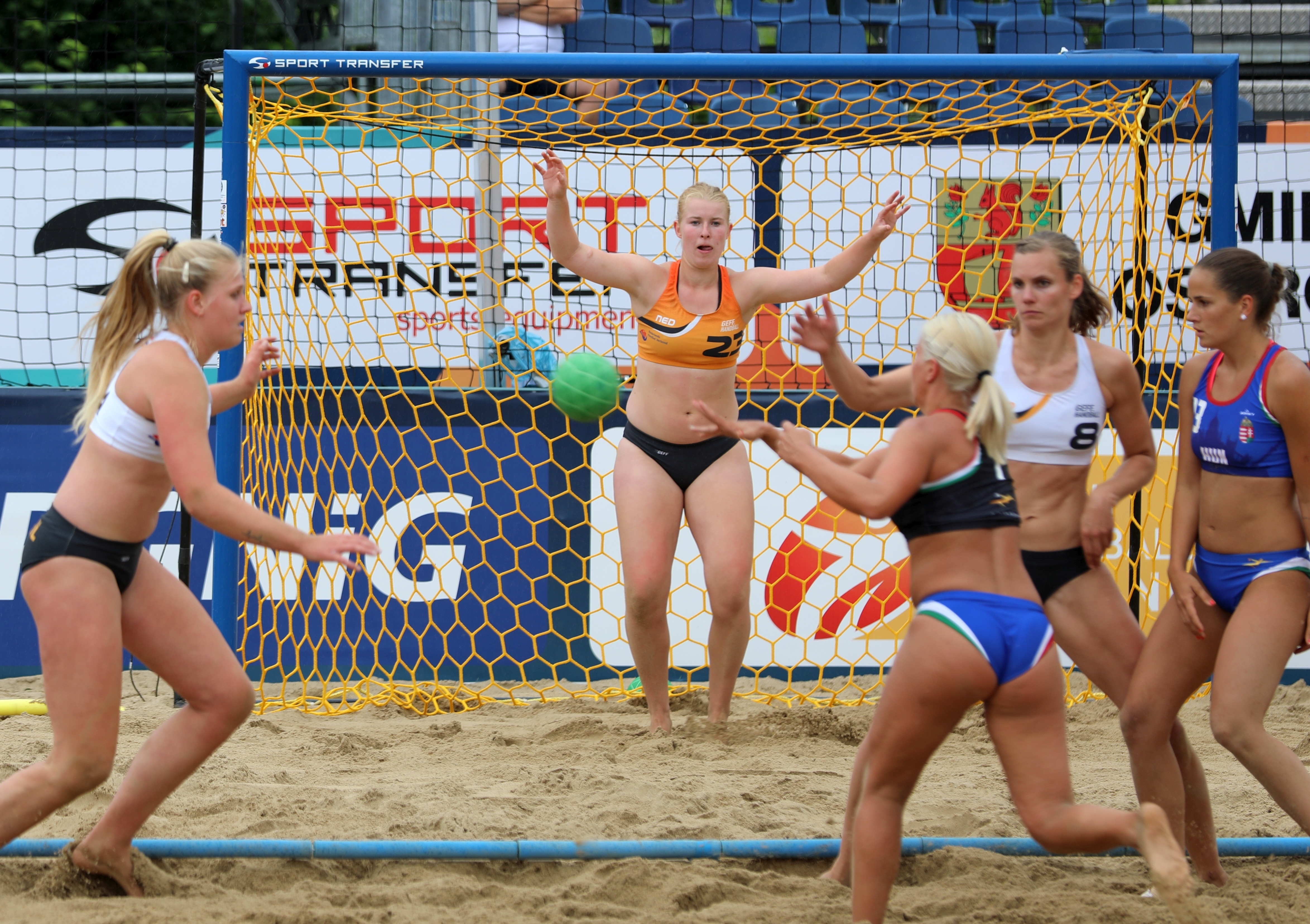
Bakker in de halve finale tegen Hongarije op het EK beachhandbal 2019

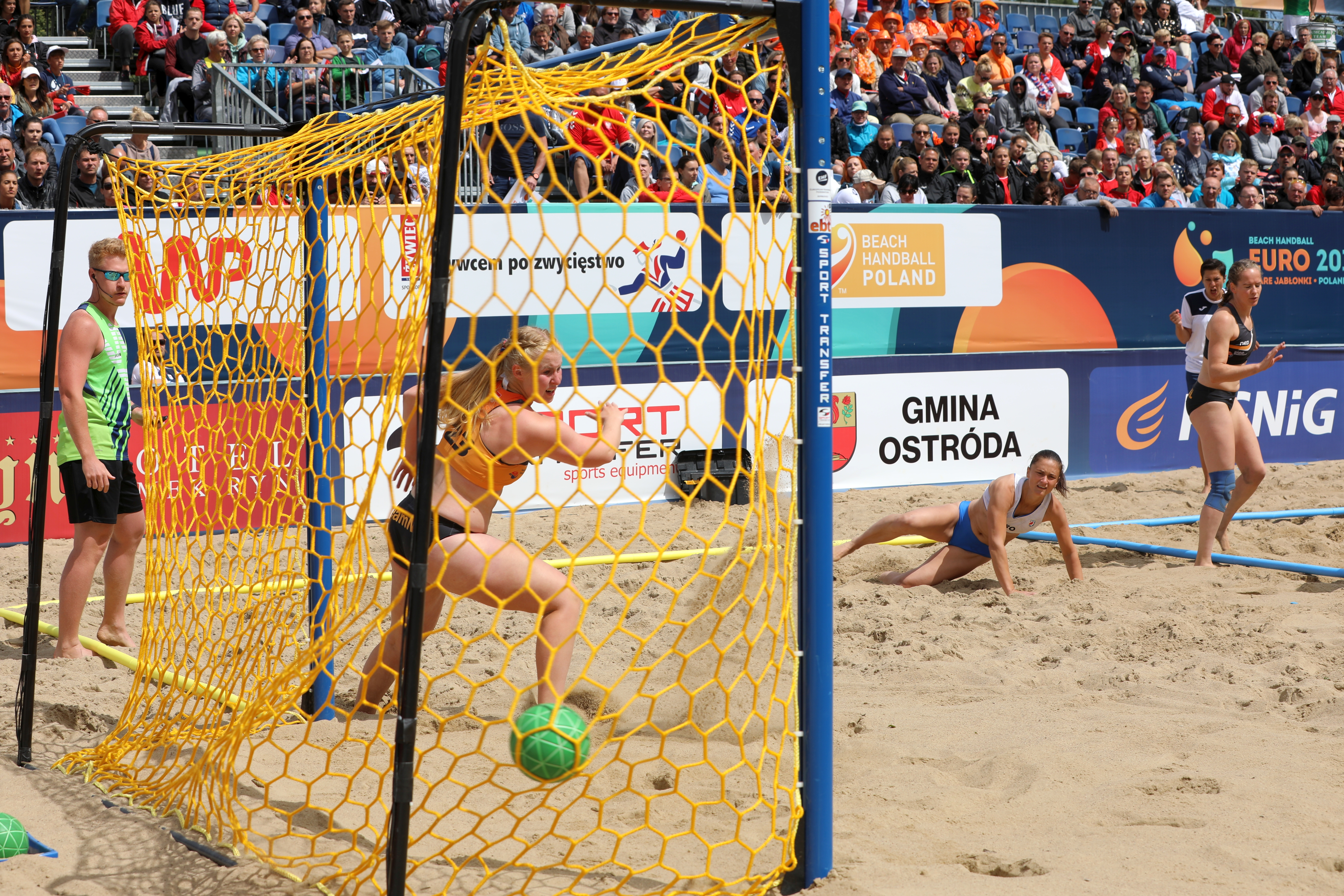
Bakker tijdens bronzen medaille finale tegen Kroatië op het EK beachhandbal 2019

In 2019 maakte Bakker onderdeel uit van de selectie van het EK beachhandbal in Stare Jabłonki, Polen. Ze maakte samen met Amber van der Meij, Marit van Ede en Lynn Kleser de overstap van de junioren naar senioren. Kleser viel echter vlak voor het toernooi nog af. In de voorronde versloeg Nederland Roemenië en Turkije. Tegen Kroatië leden Bakker en haar ploeggenoten de eerste nederlaag. In de daaropvolgende wedstrijd tegen Noorwegen scoorde Bakker vier doelpunten en kreeg ze een tijdstraf. Nederland plaatste zich als tweede, achter Noorwegen, voor de hoofdronde. In de eerste wedstrijd tegen Polen won Nederland mede dankzij zes doelpunten van Bakker, die daarmee topscoorster was gezamenlijk met Daniëlle Rozing en Manon Zijlmans. In de volgende wedstrijd trof Nederland opnieuw Hongarije, dat ditmaal mede door vier doelpunten van Bakker werd verslagen. Door een overwinning op Portugal ging Nederland achter Kroatië door naar de kwartfinales, waarin Griekenland werd verslagen in een shoot-out. In de halve finales trof Nederland opnieuw Hongarije, waarvan in twee sets werd verloren. In de wedstrijd om de bronzen medaille won Bakker met haar land, waardoor ze een bronzen medaille aan haar prijzenkast kon toevoegen.
In 2021 trad Bakker opnieuw aan op het EK beachhandbal, ditmaal in Varna, Bulgarije. Hier moet ze de eindoverwinning aan de Deense vrouwen laten. Op het WK beachhandball in Pingtan, China, waarin Bakker opnieuw van de partij was, werd Denemarken in de strijd om de bronzen medaille verslagen.

## Onderscheidingen

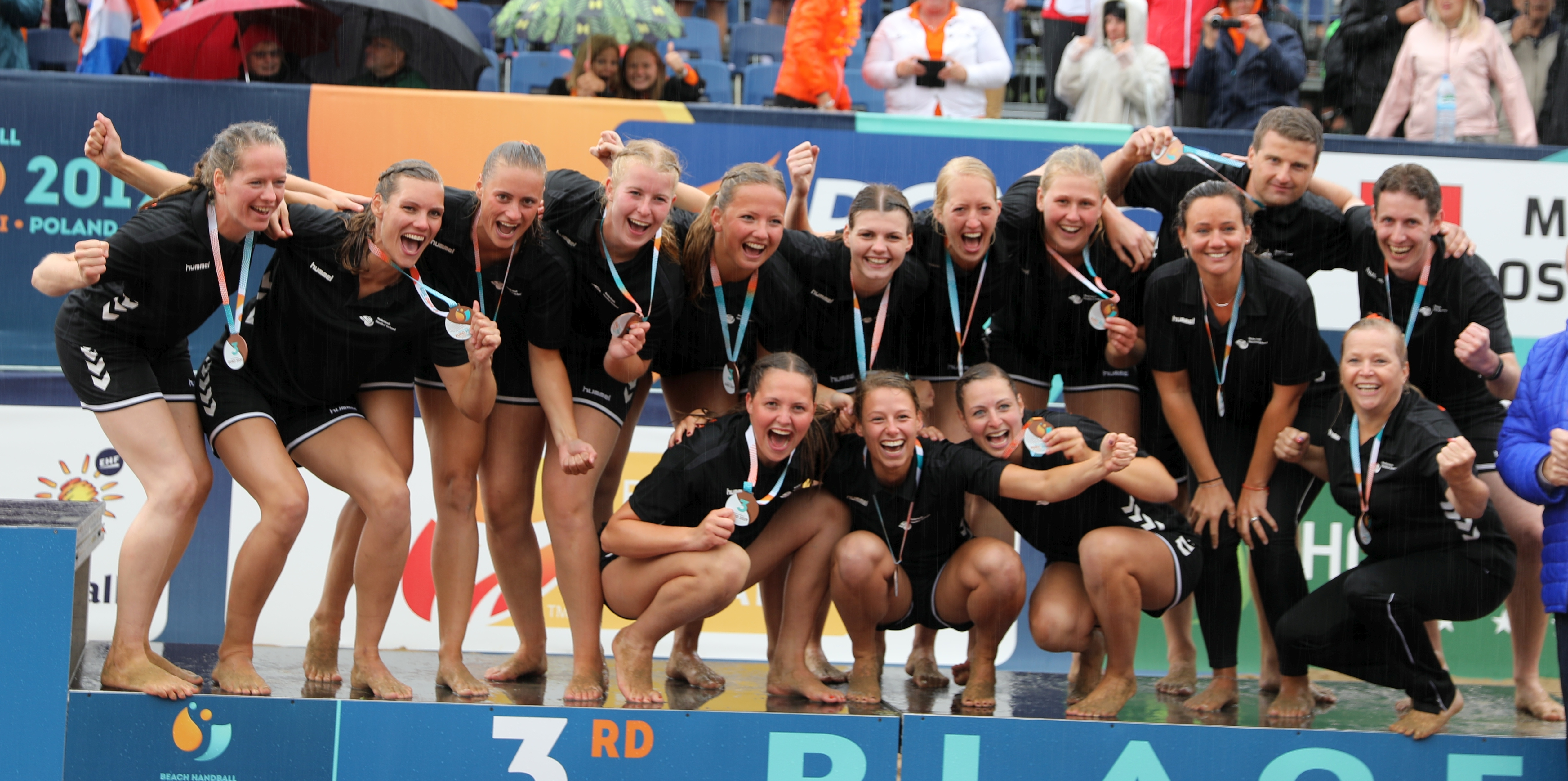
Het Nederlandse team met de bronzen medaille op het EK beachhandbal in 2019

- - WK beachhandbal (2024)
- - EK beachhandbal (2019)
- - WK junioren beachhandbal (2017)
- Vierde plaats - Olympische Jeugdzomerspelen (2018)
- - EK -16 (2016)
- - EK -17 (2017)